# Trine Hansen
Trine Hansen (Ringsted, 19 febbraio 1973) è un'ex canottiera danese.

## Palmarès

### Olimpiadi
- 1 medaglia:
  - 1 bronzo (Atlanta 1996 nel singolo)

### Mondiali
- 3 medaglie:
  - 1 oro (Indianapolis 1994 nel singolo)
  - 1 argento (Aiguebelette 1997 nel singolo)
  - 1 bronzo (Račice 1993 nel singolo)